# 시스터옴니아

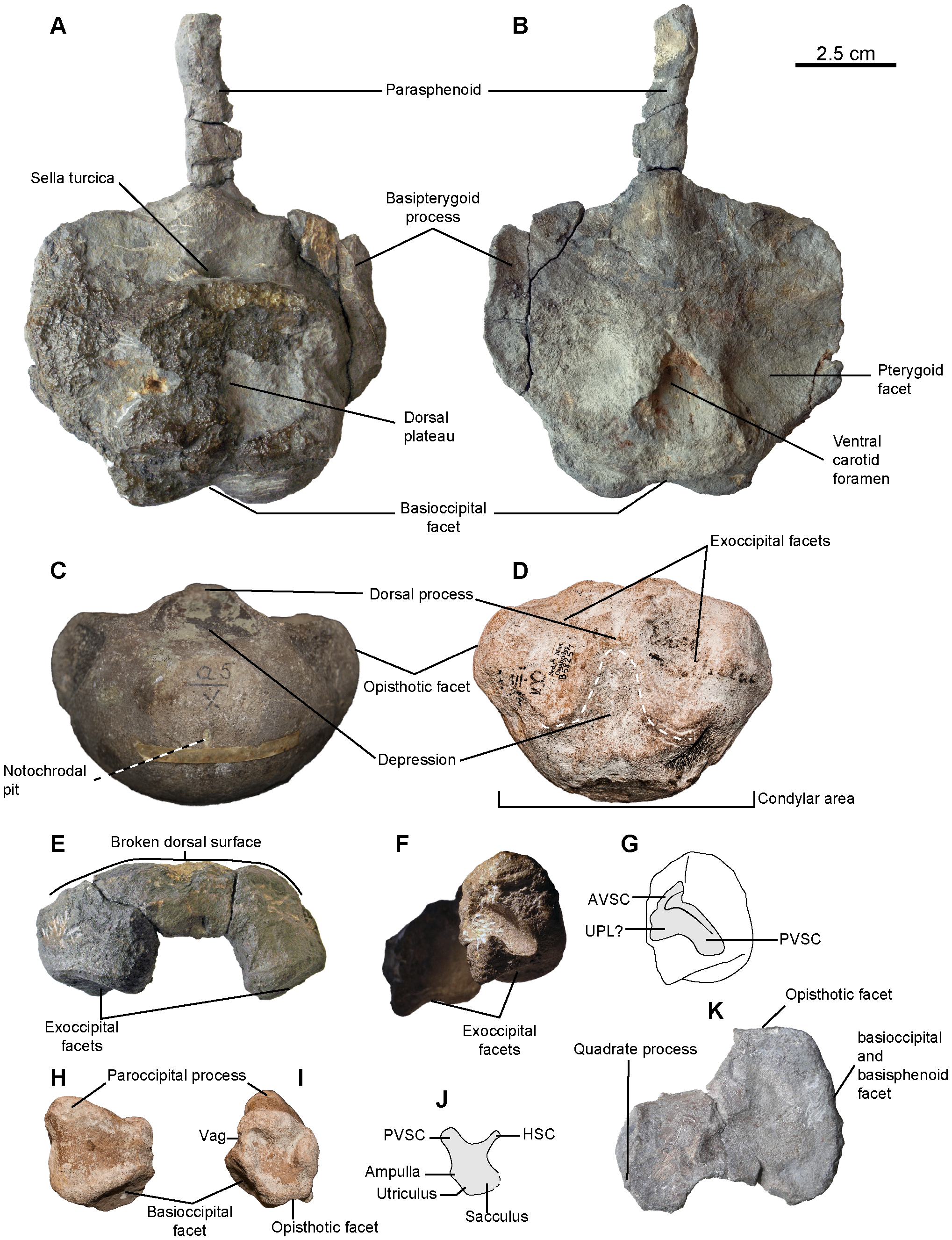

시스터옴니아(학명:Sisteronia seeleyi)는 어룡목 안공룡과에 속하는 어룡이다. 지금은 멸종된 종으로서 전체적인 몸길이가 2~4m인 중대형 어룡에 속한다.

## 특징
시스터옴니아는 영국 남동부 백악기와 프랑스 남동부의 '중간'에서 알려진 오리너테리기인 안용어목 어룡의 멸종된 속이다. 그것은 시스터옴니아 실레이라는 단일 종을 포함하고 있다. 시스터옴은 발렌틴 피셔, 나탈리 바르데, 미에트 귀마, 파스칼 고데프로이트가 2014년에 명명했으며 모식종은 시스터옴 셀레이이다. 총칭은 프랑스 남동부 알페스 드 오트 프로방스에 있는 코뮤니티인 시스터옹을 기리는 것으로 시스터옴에 언급되는 부분 관절 골격과 개인 컬렉션에 보관된 최소 3개의 관절 표본을 포함한 비교적 완전한 시스터옹 표본이 수집되었습니다.구체적인 이름인 실레이는 케임브리지 그린스, 하부 초크 층 멤버로부터 수천 개의 단편적인 어룡 표본을 목록화한 유명한 영국의 고생물학자 해리 고베리엘 셀리의 이름을 딴 것이다.이제 세지윅 박물관 지구 과학(CAMSM)의 왕립 벨기에 연구소 자연 과학의(IRSNB), 헌터리언 박물관 및 미술관(GLAHM), 레스터시 박물관 &, 미술관(LEICT)그리고 자연사 박물관(NHMUK), 이 표본의 대부분의 철저한 1869년에 실리의 발행 이후 현재 재조사를 해 본 적 없는 컬렉션에 소장하고 있었다. 그리고 시스터옴니아 완모식표본도 포함한다. 피셔 이트 알. (2014)는 CAMM B58257_67을 시스터옴니아의 완모형으로 설계했다. 그것은 부분적인 베이직라니움, 견갑골, 상완골, 5센트라 등 불완전한 관절 골격을 나타내는 캠브리지 그린샌드 멤버의 가장 완전한 표본 중 하나이다. 시스터옴니아는 현재 알려진 다른 모든 오리너구리목 안룡과 구별되는 세 가지 자기동형, 독특한 특징을 가지고 있다. 시스터옴니아에서 기저부는 구멍의 매그넘 바닥에 융기된 과정을 가지고 있다. 오스트랄리스의 어린 표본에서만 관찰된 것처럼 오비토스는 거의 완전히 부후두과 과정이 없다. 시스테로니아의 성숙한 표본과는 달리 호주산 "파스칼 오스트랄리스"의 성숙한 개체는 이러한 상태가 없다. 시스테로니아의 이빨은 단면이 직사각형이고 작은 관과 뿌리가 있으며 순음부의 길이는 보통 전후 길이의 절반과 같다. 섬세하고 가늘고 마모되지 않은 이빨에서 알 수 있듯이 시스터옴니아는 작은 물고기와 신오레오이드 두족류 같은 부드럽고 작은 먹이를 먹이로 삼았다. 시스터옴니아는 또한 문자 조합으로 다른 오리너구리들과 구별될 수 있다. 상악골의 앞돌기는 애기로사우루스나 스벨토넥테스와 달리 앞돌기가 앞쪽으로 길게 뻗어 코뼈의 높이에 도달한다. 시스터옴니아 인소리투스에서와 같이 시스터옴니아는 아캄프텍테스와 "파스칼 오스트랄리스"의 성숙한 개체에서 볼 수 있듯이 밑바닥에 두드러진 오비토시스 면을 가지고 있고 오비토시스에는 확장된 천골 자국이 있다. 시스터옴니아는 "파스칼" 오스트랄리스, "파스칼" 헤르키니쿠스, "오프탈모사우루스" 나탄과 같은 U자형 상후두엽과 안테로포스포루스 아이세니쿠스와 시스터옴니아 인리투스에도 존재하는 안테로포스티누스가 있다. 마지막으로 시스터옴니아의 상완골은 텍사스주와 노스웨스트 준주의 "오프탈모사우루스" 모노카락투스, "파스칼 헤르키니쿠스," "파스칼 아메리커스" 그리고 "파스칼. sp."에서 볼 수 있는 후부적인 요소를 위한 면을 모두 가지고 있다. 피셔 이트알. (2013)는 시스터옴니아가 이 분지군의 여러 시너포맷을 가지고 있고 안용룡류의 시너포맷이 부족하기 때문에 시스터옴니아를 오리너구리아과로 지정했다. 아직 발표되지 않은 계통학 분석이 이 과제를 뒷받침하는 것으로 알려졌다. 피셔(2013)가 미발표 논문에서 수행한 대규모 계통발생학적 분석에 따르면 시스터옴니아는 오리너구리아과의 일원인 것으로 밝혀졌다. 이 분석의 변종이 공식적으로 발표되었지만 시스터옴니아는 주로 민간 컬렉션에 현재 보관되어 있는 기술되지 않은 참조 자료에 기초하고 있으며 따라서 이 분지도의 출판은 보류 중이다.

## 생존시기와 서식지와 화석의 발견
시스터옴니아가 생존했었던 시기는 중생대의 백악기 초기로서 지금으로부터 1억 4500만년전~1억 2000만년전에 생존했었던 종이다. 생존했었던 시기에는 유럽을 중심으로 하는 북동부 대서양과 북극해, 지중해에서 주로 서식했었던 어룡이다. 화석의 발견은 2014년에 유럽의 백악기에 형성된 지층에서 유럽의 고생물학자인 피셔에 의하여 처음으로 화석이 발견되어 새롭게 명명된 종이다.

## 같이 보기
- 파충류
- 중생대
- 백악기
- 어룡
- 화석